# 布吕尼凯勒
布吕尼凯勒（法語：Bruniquel，法語發音：[bʁynikɛl]）是法国奧克西塔尼大區塔恩-加龙省的一个市镇，属于蒙托邦区。

## 地理
布吕尼凯勒（44°3'21"N, 1°39'56"E）面积33.2 平方千米，位于法国奧克西塔尼大區塔恩-加龙省，该省份为法国西南部内陆省份，北起顺时针与洛特省、阿韦龙省、塔恩省、上加龙省、热尔省和洛特-加龙省接壤。
与布吕尼凯勒接壤的市镇（或旧市镇、城区）包括：拉罗克、佩讷、蒙里库、内格勒珀利斯、凯尔西地区皮加亚尔、瓦伊萨克。

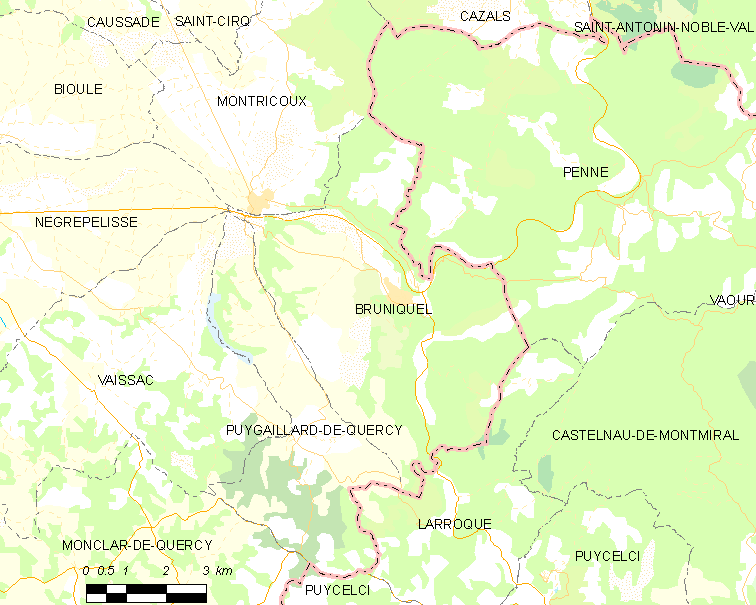
布吕尼凯勒的OSM定位图

布吕尼凯勒的时区为UTC+01:00、UTC+02:00（夏令时）。

## 行政
布吕尼凯勒的邮政编码为82800，INSEE市镇编码为82026。

## 政治
布吕尼凯勒所属的省级选区为塔恩-泰斯库-绿色凯尔西县。

## 人口

1962-2008年间布吕尼凯勒人口变化图示

布吕尼凯勒于2022年1月1日时的人口数量为639人。